# Ministerstwo Gospodarki Narodowej Kazachstanu
Ministerstwo Gospodarki Narodowej (kazachski: Ұлттық экономика министрлігі) – ministerstwo wchodzące w skład rządu Kazachstanu od 1993 roku. Ministerstwo zajmuje się głównie kwestiami polityki podatkowej i budżetowej a także polityki celnej, działalnością handlową, ochroną praw konsumenta, handlem zagranicznym i statystykami. W latach 1993–2002 Ministerstwo Gospodarki, w latach 2002-2013 Ministerstwo Rozwoju Gospodarczego i Handlu, później Ministerstwo Gospodarki i Planowania Budżetowego, od sierpnia 2014 roku Ministerstwo Gospodarki Narodowej.

## Ministrowie
| Ministrowie         | Początek kadencji | Koniec kadencji  |
| ------------------- | ----------------- | ---------------- |
| Kairat Kelimbetov   | 28 sierpnia 2002  | 18 kwietnia 2006 |
| Karim Masimow       | 20 kwietnia 2006  | Październik 2006 |
| Aslan Musin         | Listopad 2006     | Sierpień 2007    |
| Bakhyt Sułtow       | 10 sierpnia 2007  | 12 marca 2010    |
| Zhanar Aitzhanova   | 12 marca 2010     | 8 kwietnia 2011  |
| Kairat Kelimbetov   | 11 kwietnia 2011  | 20 stycznia 2012 |
| Bakytżan Sagintajew | 20 stycznia 2012  | 24 września 2012 |
| Erbolat Dosajew     | 25 września 2012  | 5 maja 2016      |
| Quandyq Bishimbaev  | 6 maja 2016       | 28 grudnia 2016  |
| Timur Sulejmenow    | 28 grudnia 2016   | 21 lutego 2019   |
| Ruslan Dalenow      | 25 lutego 2019    | 18 stycznia 2021 |
| Aset Irgaliyev      | 18 stycznia 2021  | 11 stycznia 2022 |
| Alibek Kuantyrow    | 11 stycznia 2022  | sprawuje urząd   |